# 岳屏镇
岳屏镇，是中华人民共和国湖南省衡陽市雁峰区下辖的一个乡镇级行政单位。

## 行政区划
岳屏镇下辖以下地区：
三零一社区、芝麻塘社区、车江铜矿社区、文昌村、斯林村、山田寺村、福龙村、公益村、东风村、水东村、前进村、兴隆村、隆桥村、岳屏农场村和跃进农场村。